# 魯德尼亞 (諾文司基村議會)
50°45′0″N 28°15′10″E / 50.75000°N 28.25278°E
魯德尼亞（烏克蘭語：Рудня），是烏克蘭的村落，位於該國北部日托米爾州，由科羅斯堅區負責管轄，屬於諾文司基村議會。始建於1930年，面積0.46平方公里，海拔高度176米，2001年人口45，人口密度每平方公里97.4人。